# Валлонія (Індіана)
Валлонія (англ. Vallonia) — переписна місцевість (CDP) в США, в окрузі Джексон штату Індіана. Населення — 379 осіб (2020).

## Географія
Валлонія розташована за координатами 38°50′55″ пн. ш. 86°6′3″ зх. д. / 38.84861° пн. ш. 86.10083° зх. д. (38.848510, -86.100779).  За даними Бюро перепису населення США в 2010 році переписна місцевість мала площу 1,97 км², з яких 1,97 км² — суходіл та 0,00 км² — водойми.

## Демографія
Згідно з переписом 2010 року, у переписній місцевості мешкало 336 осіб у 135 домогосподарствах у складі 99 родин. Густота населення становила 170 осіб/км².  Було 144 помешкання (73/км²).
Расовий склад населення:
| - 98,5 % — білих - 0,3 % — азіатів |

До двох чи більше рас належало 1,2 %. Частка іспаномовних становила 1,2 % від усіх жителів.
За віковим діапазоном населення розподілялося таким чином: 24,4 % — особи молодші 18 років, 61,0 % — особи у віці 18—64 років, 14,6 % — особи у віці 65 років та старші. Медіана віку мешканця становила 40,7 року. На 100 осіб жіночої статі у переписній місцевості припадало 108,7 чоловіків;  на 100 жінок у віці від 18 років та старших — 95,4 чоловіків також старших 18 років.
Середній дохід на одне домашнє господарство  становив 33 576 доларів США (медіана — 29 323), а середній дохід на одну сім'ю — 35 304 долари (медіана — 29 635). За межею бідності перебувало 2,9 % осіб, у тому числі 0,0 % дітей у віці до 18 років та 0,0 % осіб у віці 65 років та старших.
Цивільне працевлаштоване населення становило 96 осіб. Основні галузі зайнятості: транспорт — 36,5 %, мистецтво, розваги та відпочинок — 18,8 %, виробництво — 10,4 %, фінанси, страхування та нерухомість — 10,4 %.